# Дахлауи, Хайтем
Хайтем Дахлауи (араб. هيثم الدخلاوي‎; род. 17 ноября 1994, Тунис) — тунисский борец вольного стиля, победитель и призёр чемпионатов Африки, участник Олимпийских игр.

## Карьера
Он неудачно выступил в африканском и океанском олимпийский отборочный турнире на летние Олимпийские игры 2016 года в Рио-де-Жанейро. В феврале 2018 года он завоевал серебряную медаль в весовой категории до 65 кг на чемпионате Африки, который проходил в нигерийском Порт-Харкорте. Два года спустя в феврале 2020 года он завоевал золотую медаль в весовой категории до 70 кг на чемпионате Африки, который проходил в Алжире. В апреле 2021 года в тунисском Хаммамете на африканском и океанском олимпийский отборочный турнире к Олимпийским играм в Токио завоевал лицензию. В августе 2021 года на Олимпиаде в схватке на стадии 1/8 финала уступил иранцу Мортезе Гиаси (1:5) и занял итоговое 13 место.

## Достижения
- Чемпионат Африки по борьбе среди кадетов 2011 — ;
- Чемпионат Африки по борьбе 2018 — ;
- Арабские игры 2018 — ;
- Чемпионат Африки по борьбе 2020 — ;
- Олимпийские игры 2020 — 13;